# Les Années faciles
Pour plus de détails, voir Fiche technique et Distribution.
Les Années faciles (Anni facili) est un film italien réalisée par Luigi Zampa, sorti en salles en 1953.

## Synopsis
Le professeur sicilien Luigi De Francesco (Nino Taranto) est transféré à Rome avec sa famille et fait la connaissance de l'administration, s'égarant dans le dédale des ministères et épuisé, finit par céder à la corruption.

## Fiche technique
- Titre : Les Années faciles[3]
- Titre original : Anni facili
- Réalisation : Luigi Zampa, assisté de Leopoldo Savona et Nanni Loy
- Scénario : Sergio Amidei, Vitaliano Brancati, Vincenzo Talarico, Luigi Zampa
- Directeur de la photographie : Aldo Tonti
- Montage : Eraldo Da Roma
- Musique : Nino Rota
- Décors : Piero Gherardi
- Sociétés de Production :Ponti - De Laurentiis Cinematografica
- Producteurs : Carlo Ponti, Dino De Laurentiis
- Distribution : (Italie) Paramount Pictures
- Pays de production :  Italie
- Genre : Comédie
- Format : Noir et blanc - Son mono
- Durée : 105 minutes
- Date de sortie : 
  - Italie : 4 septembre 1953 (Mostra de Venise 1953) ; 12 novembre 1953 (sortie nationale)
  - France : 25 février 2016 (Cinémathèque française)[3]

## Distribution
- Nino Taranto : professeur Luigi De Francesco
- Clelia Matania : Rosina, son épouse
- Giovanna Ralli : Teresa, sa fille
- Gino Buzzanca : baron Ferdinando La Prua
- Armenia Balducci : baronne La Prua
- Checco Durante : portier au Ministère
- Gildo Bocci :
- Mara Berni : Vercesi, étudiante
- Turi Pandolfini :
- Alfredo Rizzo :
- Domenico Modugno : avocat Rocco Santoro

## Nominations et récompenses
- Rubans d'argent 1954 :
  - Ruban d'argent du meilleur scénario pour Vitaliano Brancati, Sergio Amidei, Vincenzo Talarico (en) et Luigi Zampa ;
  - Ruban d'argent du meilleur acteur pour Nino Taranto.
- En sélection officielle à la Mostra de Venise 1953.